# Suqian
33°56′N 118°17′Ø / 33.933°N 118.283°Ø
Suqian (kinesisk skrift: 宿迁; pinyin: Sùqiān) er en by på præfekturniveau i den nordlige del af provinsen Jiangsu i Folkerepublikken Kina. Den grænser til Xuzhou i nordvest, Lianyungang i nordøst, Huai'an i syd, og provinsen Anhui i vest.
Hele præfekturet har et areal på 8,555 km2 og 5.320.000 indbyggere (2007).
Kejserkanalen løber gennem området.

## Administrative enheder
Suqian administrerer to distrikter og tre amterr.
- Distriktet Sucheng (宿城区)
- Distriktet Suyu (宿豫区)
- Amtet Shuyang (沭阳县)
- Amtet Siyang (泗阳县)
- Amtet Sihong (泗洪县)

## Eksterne kilder og henvisninger
- Lokalregeringens side Arkiveret 27. februar 2009 hos  Wayback Machine
- Suqianguide (Jiangsu.NET)